# Keith Forsey
Keith Forsey (Londen, 22 januari 1948) is een Britse drummer, producent en auteur.

## Carrière
Tijdens de jaren 1970 was hij vooreerst drummer bij verschillende muzikanten en bands, waaronder Niagara, Joy Fleming, Klaus Doldinger, Amon Düül II, Udo Lindenberg, Lipstique, Claudja Barry, Hot Blood, Donna Summer en de disco-producent Giorgio Moroder. Sinds half jaren 1970 werkte Forsey als studiomuzikant bij de vroege Boney M.-albums en schreef hij hun song Ribbons of Blue. Tijdens deze periode was hij een van de meest bezette drummers in Duitsland en was kenmerkend voor de stijl van de legendarische Munich Sound. Hij werd in het bijzonder geïmponeerd en beïnvloed door Moroder. In 1977 begon Forsey zichzelf als producent bezig te houden. Hij telt als een van de pioniers in het bereik van productie van doeltreffende pop- en discomuziek van de late jaren 1970 en de jaren 1980.
In februari 1981 bracht Forsey bij Moroders label Oasis Records het soloalbum Dynamite uit, een rock-'n-roll-plaat met tien nummers, die de single Take Me to the Pilot bevatte. Het project was echter niet succesvol. Zijn eerste wereldsucces was de single Hey Little Girl van de Australische band Icehouse, gevolgd door het debuutalbum van Billy Idol in 1982. Ook veel navolgende Idol-albums werden geproduceerd door Forsey. Met een radio-vriendelijke en gelijktijdig zeer krachtige productie van vooral de Idol-werken maakte Forsey naam. Daarnaast componeerde hij de hit Don't You (Forget About Me) van The Simple Minds, die op de soundtrack verscheen van de film The Breakfast Club en produceerde hij de band The Psychedelic Furs en soundtracks voor films als Flashdance (1984, Oscar-winnaar), Beverly Hills Cop, Ghostbusters, The Breakfast Club, e.a.
Tijdens de jaren 1990 werd het rustiger rond Forsey, ondanks dat hij tijdens deze periode niet inactief was. Zo produceerde hij de soundtrack van het bioscoopsucces American Pie en de muziek voor afzonderlijke afleveringen van bekende tv-series als Futurama, Ally McBeal, Scrubs, e.a. Pas in 2003 echter trad hij weer in de openbaarheid als producent van de Californische Indie-rockband Rooney. In 2005 werd hij weer opnieuw werkzaam voor Billy Idol op diens comeback-album Devil's Playground.
- Biblioteca Nacional de España: XX1114496
- Bibliothèque nationale de France: cb14098395v (data)
- Gemeinsame Normdatei: 134375734
- International Standard Name Identifier: 0000 0001 0774 262X
- Library of Congress Control Number: n85091665
- MusicBrainz: 1d8b8292-7dc9-45a1-8cdf-818148cb56ea
- Nationale Bibliotheek van Tsjechië: xx0165523
- Nederlandse Thesaurus van Auteursnamen: 070760195
- Système universitaire de documentation: 16179162X
- Virtual International Authority File: 69355630
- WorldCat: E39PBJjT6f8XDKW4YcFfgFbfMP